# Battaglia di Noemfoor
La battaglia di Noemfoor si svolse tra il 2 luglio e il 31 agosto 1944 sull'isola di Noemfoor al largo della costa della Nuova Guinea (oggi Numfor in Indonesia), nell'ambito dei più ampi eventi della campagna della Nuova Guinea occidentale della seconda guerra mondiale.
Una forza di invasione anfibia dell'United States Army, appoggiata da contingenti navali e aerei statunitensi e australiani, prese d'assalto il 2 luglio la piccola isola, dove le truppe dell'Esercito imperiale giapponese avevano realizzato tre basi aeree; soverchiata dalla potenza di fuoco degli invasori, la guarnigione giapponese abbandonò le zone costiere e si rifugiò nell'interno dell'isola, ricoperto da una fitta foresta pluviale tropicale. Gli statunitensi si impossessarono abbastanza facilmente delle basi aeree, ma dovettero sostenere per due mesi una dura campagna di guerriglia contro i resti della guarnigione giapponese asserragliati nelle foreste di Noemfoor e le ultime sacche di resistenza nipponiche vennero sopraffatte solo il 31 agosto 1944; l'isola divenne poi un'importante base aerea degli Alleati per il prosieguo delle operazioni nella Nuova Guinea occidentale.

## Antefatti

### L'isola di Noemfoor
Parte dell'arcipelago delle Isole Schouten, Noemfoor sorge all'estremità occidentale dello stretto di Japen, a nord della baia di Geelvink, tra l'isola di Biak e la costa orientale della penisola di Vogelkop (l'estremità nord-occidentale della grande isola della Nuova Guinea). Noemfoor è un'isola dalla forma ellittica, quasi circolare, dal diametro di circa 18 chilometri e circondata quasi interamente da una barriera corallina; il paesaggio è dominato da creste calcaree e coralline, sormontate da una collina alta 200 metri e ricoperta dalla foresta pluviale tropicale, come gran parte dell'interno dell'isola.
Le truppe giapponesi occuparono Noemfoor nel dicembre 1943. All'epoca la popolazione indigena dell'isola ammontava a circa 5 000 persone, per la maggior parte insediate in villaggi lungo la costa e impegnate in attività di economia di sussistenza. Secondo fonti dello United States Army, più di 3 000 indonesiani tra uomini, donne e bambini furono deportati a Noemfoor dai giapponesi, principalmente da Surabaya e altre grandi città di Giava; questi civili erano impegnati forzatamente nella costruzione di strade e piste di aviazione, principalmente lavorando la terra a mano. I lavoratori erano provvisti di scarse dotazioni in fatto di vettovaglie, vestiti, ripari e assistenza medica, e chi tentava di sostenersi rubando gli approvvigionamenti della guarnigione giapponese veniva immediatamente giustiziato; molti di loro morirono di fame e malattie, e stando ai racconti dei superstiti alcuni dei lavoratori ammalati furono seppelliti vivi dai giapponesi.
I giapponesi portarono sull'isola anche un'unità di lavoratori ausiliari composta da uomini originari di Formosa, ammontante originariamente a circa 900 effettivi. Gli ausiliari formosani, impegnati nei lavori di costruzione delle basi aeree e delle strade, ricevevano un trattamento migliore degli indonesiani ma erano pur sempre nutriti con una razione di riso pari alla metà di quella destinata ai soldati giapponesi; quando cadevano ammalati a causa dei duri lavori, della fame o delle malattie tropicali che infestavano l'isola. erano posti in un campo di convalescenza dove, stando a fonti statunitensi, «le loro razioni furono di nuovo dimezzate e ripari e le coperte vennero forniti solo a una frazione dei degenti. L'assistenza medica veniva data solo ai casi peggiori, e quindi era inadeguata».
Tra il 1943 e il 1944 i giapponesi realizzarono tre campi di aviazione a Noemfoor, facendo dell'isola un'importante base aerea. Le tre basi erano l'aeroporto di Kornasoren/Yebrurro sull'estremità settentrionale dell'isola, la pista di Kamiri sul capo nord-occidentale di Noemfoor e l'aeroporto di Namber sulla costa occidentale; l'aeroporto di Kornasoren era ancora incompleto al momento della battaglia. L'isola veniva inoltre impegnata come punto di transito per le truppe giapponesi inviate a Biak, invasa dagli statunitensi nel maggio 1944 come parte della loro avanzata lungo la costa nord-occidentale della Nuova Guinea; i barconi carichi di truppe e rifornimenti si spostavano abitualmente di notte da Manokwari sulla costa della penisola di Vogelkop a Noemfoor attraverso un braccio di mare non più ampio di 60 miglia (110 chilometri).

### I piani degli Alleati
Per il 20 giugno 1944 la guarnigione giapponese di Biak era stata in gran parte annientata e gli Alleati iniziarono quindi a costruire una pista di aviazione presso la località di Mokmer, che divenne operativa due giorni più tardi; unità di bombardieri della United States Army Air Forces (USAAF) e della Royal Australian Air Force (RAAF) stavano intanto martellando le basi giapponesi su Noemfoor già dall'aprile 1944, ma con la disponibilità della nuova base di Mokmer le incursioni furono intensificate: tra il 20 giugno e il 1º luglio 1944 circa 800 tonnellate di bombe vennero sganciate sull'isola.
Nel descrivere la sua preparazione per la campagna della Nuova Guinea occidentale, il generale Douglas MacArthur (comandante del South West Pacific Area responsabile per l'operazione) scrisse nelle sue memorie che: «l'invasione di Hollandia avviò un netto cambiamento nel ritmo della mia avanzata verso ovest. I successivi assalti contro Wakde, Biak, Noemfoor e Sansapor furono sferrati in rapida successione e, contrariamente alle campagne precedenti, pianificai di non completare tutte le fasi di un'operazione prima di passare all'obiettivo successivo».
All'epoca della battaglia, l'importanza strategica della zona di Noemfoor risiedeva nella sua prossimità alla pianificata direttrice d'avanzata delle forze alleate dal Pacifico sud-occidentale e dalla Nuova Guinea occidentale alla volta delle Filippine. Specificamente, Noemfoor venne selezionata per l'invasione sulla base di quattro considerazioni: i comandi alleati ritenevano che la guarnigione giapponese ammontasse a non più di un battaglione; a causa dei molteplici impegni, gli Alleati stavano iniziando ad accusare una carenza di mezzi anfibi, e Noemfoor poteva essere catturata senza la necessità di impiegarne un gran numero; per quanto piccola, l'isola ospitava un gran numero di basi aeree utilmente impiegabili dagli Alleati. Infine, l'opposizione delle forze aeree giapponesi nella Nuova Guinea occidentale poteva ormai considerarsi quasi irrilevante: alla fine di giugno, il quartier generale della RAAF stimò che, sebbene i campi di volo di Namber e Kamiri fossero pienamente operativi, essi venivano ormai usati a malapena, e una stima «probabilmente generosa» suggeriva che solo 19 bombardieri e 37 caccia giapponesi fossero rimasti in tutta la Nuova Guinea.

## Forze in campo

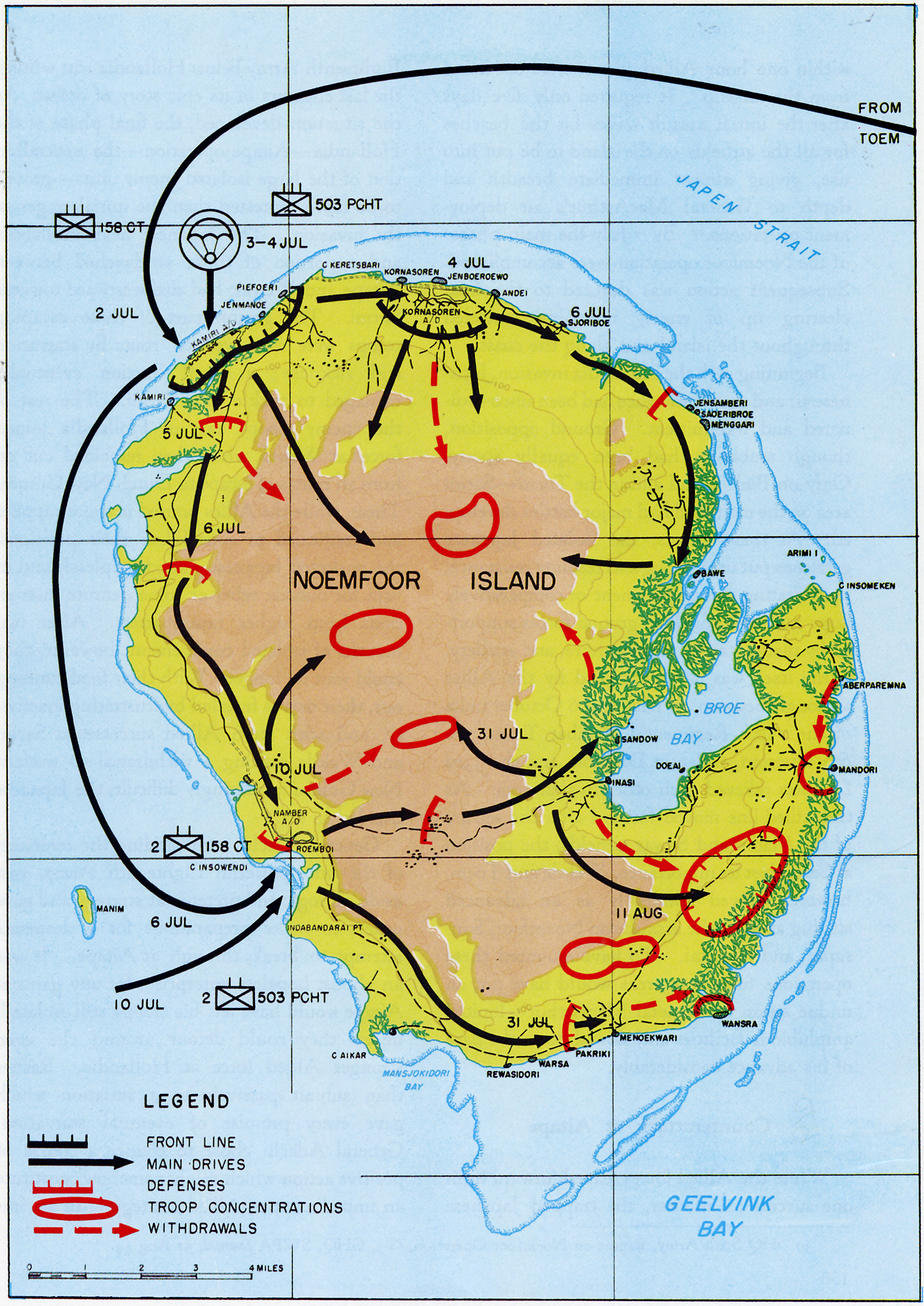
Carta di Noemfoor con indicati i movimenti delle forze alleate (in nero) e di quelle giapponesi (in rosso)

MacArthur selezionò per dare l'assalto a Noemfoor (nome in codice "operazione Cyclone") un "Regimental Combat Team" dal 158th Infantry Regiment dell'US Army: questa formazione si componeva principalmente di truppe della Guardia nazionale dell'Arizona ed era agli ordini del maggior generale Edwin D. Patrick; il 158th Regiment rispondeva agli ordini della Sixth United States Army del generale Walter Krueger. Al momento dell'assegnazione all'operazione Cyclone, il 158th Regiment era ancora impegnato negli scontri della battaglia di Lone Tree Hill a Wakde sulla costa della Nuova Guinea: il generale Kueger liberò il reggimento rimpiazzandolo con unità della 6th Infantry Division.
Alla metà di giugno il No. 10 Operational Group della RAAF, sotto il comando del commodoro dell'aria Frederick Scherger, fu destinato al controllo delle forze aeree alleate impegnate nell'operazione Cyclone; due gruppi di caccia e tre gruppi di bombardieri dell'USAAF furono aggregati all'organico del No. 10 OG in vista dell'operazione. In totale, compreso il personale delle unità aeree, le truppe alleate assegnate all'operazione ammontavano a circa 10 000: il grosso di questa forza, ovvero 5 500 uomini, era composto da truppe dei servizi, tra cui 3 000 genieri incaricati di riadattare i campi di volo di Noemfoor una volta che questi fossero caduti in mano agli Alleati; le truppe da combattimento di terra, designate come Cyclone Task Force, erano interamente statunitensi, mentre gli australiani avrebbero contribuito con il No. 62 Wing RAAF, incaricato di gestire le basi aeree appena catturate. In ragione del fatto che Noemfoor faceva parte della colonia delle Indie orientali olandesi, un contingente di 39 funzionari amministrativi civili olandesi fu aggregato alla forza per ristabilire l'autorità dei Paesi Bassi sull'isola; questo contingente fu poi rinforzato da 10 funzionari di polizia locale dopo lo sbarco.
Al momento dell'invasione la guarnigione giapponese ammontava a circa 2 000 truppe, principalmente provenienti dal 219º Reggimento fanteria distaccato dalla 35ª Divisione dell'Esercito imperiale, con l'aggiunta di alcuni distaccamenti del 222º Reggimento fanteria rimasti bloccati sull'isola mentre erano in transito per Biak; la guarnigione era guidata dal comandante del 219º Reggimento, il colonnello Suesada Shimizu. Shimizu era arrivato a Noemfoor l'8 giugno 1944 e aveva organizzato le sue forze in quattordici capisaldi difensivi, rivelatisi in ultimo troppo dispersi per poter realizzare una difesa coerente. Altre unità assegnate all'isola comprendevano l'8º Battaglione indipendente, varie unità di costruzioni, una compagnia di trasporti motorizzati, un'unità antiaerea e contingenti di personale di terra dell'aviazione. Nel corso del 1944 varie unità del Servizio aeronautico dell'Esercito imperiale erano state di stanza negli aeroporti di Noemfoor; elementi del 61º Reggimento aereo, equipaggiato di bombardieri Mitsubishi Ki-21, erano ancora di base a Kamiri, ma in generale le forze aeree giapponesi non giocarono alcun significativo ruolo nella battaglia, in particolare dopo che il grosso delle unità venne richiamato dalla zona il 13 giugno per fronteggiare l'invasione di Saipan nelle Marianne da parte degli statunitensi.

## La battaglia

### Lo sbarco

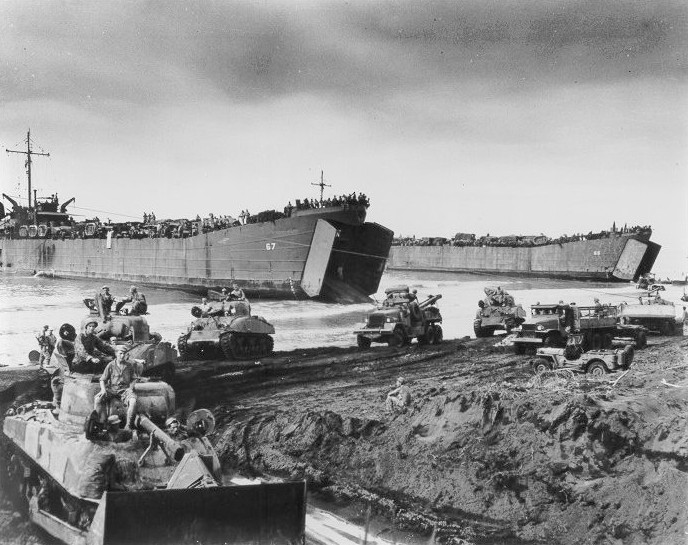
Mezzi da sbarco LST statunitensi fanno scendere il loro carico di carri armati e veicoli sulla costa di Noemfoor nel luglio 1944

La forza d'invasione alleata fu imbarcata alla fine di giugno negli scali di Finschhafen e Toem in Nuova Guinea, salpando poi alla volta dei suoi obiettivi divisa in tre gruppi. Alle 04:30 del 2 luglio 1944, le unità navali da guerra statunitensi e australiane delle Task Force 74 e 75, sotto la direzione del contrammiraglio statunitense Russell S. Berkey, iniziarono a cannoneggiare le postazioni giapponesi a Noemfoor; la Task Force 74 era comandata dal commodoro australiano John Augustine Collins, divenuto così il primo graduato uscito dal Royal Australian Naval College a comandare una squadra navale in battaglia. L'artiglieria antiaerea giapponese tentò di rispondere al bombardamento cercando di abbattere gli aerei da ricognizione che dirigevano il tiro delle navi, ma fu ben presto ridotta al silenzio dal cannoneggiamento degli Alleati.
Alle 08:00 i mezzi da sbarco LCM e LCT della Task Force 77, agli ordini del contrammiraglio William Fechteler, iniziarono ad avvicinarsi alle spiagge con a bordo le truppe del 158th Regiment. Gli sbarchi iniziali presero vita non lontano dalla base aerea di Kamiri, sulla punta nord-occidentale di Noemfoor: l'isola era circondata da «un anello quasi solido» di corallo, ma questo non ostacolò più di tanto lo sbarco degli statunitensi e, come fu riferito dai giornali dell'epoca, le truppe scesero a terra praticamente senza subire perdite; le truppe giapponesi di Shimizu si erano in gran parte ritirate nell'interno dell'isola prima dell'arrivo degli statunitensi e non si opposero allo sbarco. Due battaglioni del 158th Regiment scesero a terra con le prime ondate, sbarcando l'uno a fianco dell'altro e stabilendo una testa di ponte profonda mezzo miglio con il supporto dei cingolati LVT pilotati da personale della 3rd Engineer Special Brigade.
I giapponesi avevano allestito vari apprestamenti difensivi nella zona di Kamiri, tra cui grovigli di filo spinato, trincee, ripari e posizioni preparate a coprire le vie di avanzamento degli Alleati, ma i reparti statunitensi incontrarono poca resistenza e il campo di volo di Kamiri venne rapidamente messo in sicurezza mentre le truppe d'assalto rastrellavano l'area; i giapponesi avevano depositato intorno alle spiagge adatte allo sbarco circa 300 mine, ma queste erano chiaramente visibili e furono rapidamente neutralizzate. Un gruppo di 40 giapponesi rimase ucciso in uno scontro presso alcune cave nell'area, ma il grosso delle truppe nipponiche rifiutò la battaglia e si ritirò nell'interno dell'isola come parte di un piano di Shimizu di muovere a est verso la baia di Broe per farsi evacuare; l'opposizione più seria allo sbarco venne da un bombardamento d'artiglieria sulle spiagge da parte di una batteria nascosta nelle zone dell'interno, proseguito per un'ora: il bombardamento uccise un soldato alleato e distrusse due veicoli, prima che i cannoni giapponesi fossero silenziati dal fuoco delle navi al largo.
Nelle parole della storia ufficiale della United States Navy, «i giapponesi incontrati intorno all'aeroporto erano rimasti così storditi dagli effetti del bombardamento da essere privati della voglia di combattere». Entro un'ora dallo sbarco la zona di Kamiri era saldamente in mano agli Alleati; i rapporti riferirono di circa 45 giapponesi uccisi in azione e 30 velivoli nemici catturati al suolo, per quanto tutti questi ultimi fossero ormai rottami distrutti dai bombardamenti preliminari. Per le 17:50 del primo giorno, 7 100 soldati alleati erano scesi a terra unitamente a 500 veicoli e 2 250 tonnellate di rifornimenti.
Il giorno seguente, 3 luglio, come precauzione contro eventuali contrattacchi giapponesi i 2 000 paracadutisti del 503rd Parachute Infantry Regiment statunitense furono lanciati sulla pista di Kamiri. Il 1º Battaglione del reggimento fu il primo a scendere, subendo però 72 feriti nell'atterraggio (soprattutto fratture agli arti inferiori) a causa della bassa altitudine scelta per il lancio; il 3º Battaglione fu lanciato il giorno dopo subendo nuovamente 56 feriti nell'atterraggio. Viste le perdite eccessive nei lanci dall'aria, il 2º Battaglione del reggimento fu invece portato a terra dai mezzi da sbarco.

### Rastrellamenti finali

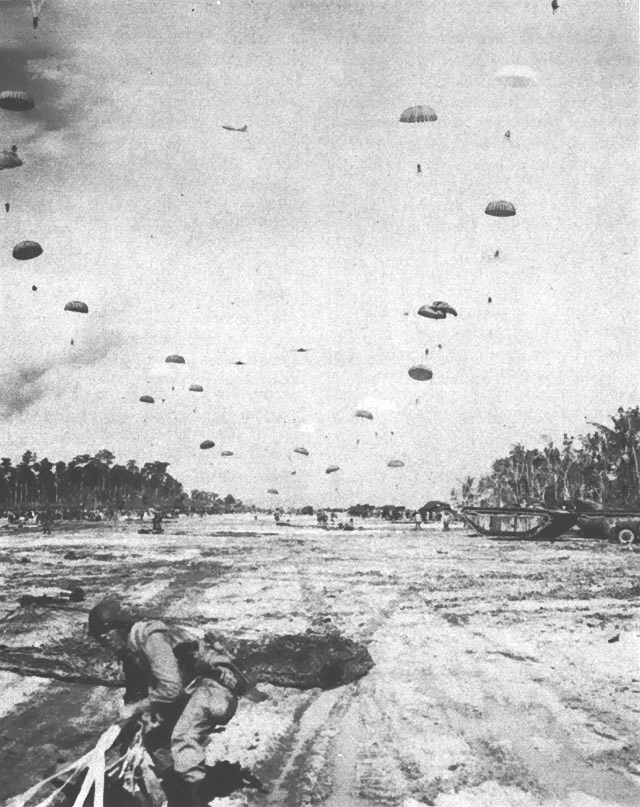
I paracadutisti del 503rd Parachute Infantry Regiment scendono su Noemfoor il 3 luglio 1944

La pista di volo di Yebrurro fu messa in sicurezza il 4 luglio da reparti avanzati via terra da Kamiri, espandendo la testa di ponte alleata sul lato nord di Noemfoor; quello stesso giorno, i primi elementi del No. 10 Operational Group australiano sbarcarono sull'isola. L'aviazione giapponese non reagì agli sbarchi fino alla notte del 4 luglio, quando un solitario bombardiere nipponico sganciò tre ordigni vicino Kamiri senza causare danni; pochi giorni dopo, quattro caccia giapponesi riuscirono a sganciare degli ordigni incendiari causando alcuni danni al materiale sbarcato dagli Alleati sulle spiagge.
La mattina del 5 luglio un reparto giapponese (due compagnie del 219º Reggimento e circa 150 lavoratori formosani armati) lanciò un contrattacco in direzione di Kamiri, e un duro scontro prese vita intorno all'altura di Hill 201 prima che i nipponici fossero messi in rotta intorno alle 06:30; circa 200 soldati giapponesi rimasero uccisi nell'azione. Per il resto del giorno i reparti statunitensi si limitarono a condurre operazioni di rastrellamento e a inviare pattuglie di ricognizione nel nord-est dell'isola. Il 6 luglio, un distaccamento statunitense proveniente da Noemfoor sbarcò e mise in sicurezza il piccolo isolotto di Manim davanti alla costa occidentale dell'isola; quello stesso giorno, il 2º Battaglione del 158th Regiment fu imbarcato su 20 LCT e portato intorno alla costa occidentale di Noemfoor per sbarcare nelle vicinanze del campo di volo di Namber, preso quel giorno senza incontrare resistenza. L'isola fu dichiarata ufficialmente sicura il 7 luglio, per quanto i dispersi della guarnigione giapponese stessero continuando a condurre azioni di guerriglia limitate però a incursioni nelle ore notturne. I funzionari olandesi arrivati con la forza di invasione riuscirono a ristabilire i contatti con i capi delle tribù locali, i quali diedero assistenza alle truppe alleate nel rastrellamento delle ultime sacche di resistenza giapponesi.
A dispetto dei piani del colonnello Shimizu di ritirare la guarnigione lungo la baia di Broe in attesa di essere evacuati, i soldati giapponesi si dispersero nella giungla dell'interno dell'isola e l'evacuazione non fu mai attuata; piccoli gruppi di militari nipponici si attestarono in centri di resistenza, e le truppe di Shimizu furono piano piano sospinte dai rastrellamenti alleati verso l'estremità sud-orientale di Noemfoor. Il 503rd Parachute Infantry distaccò diverse pattuglie per inseguire i giapponesi in ritirata, e il 13 luglio i paracadutisti entrarono in contatto con una forza di 400-500 giapponesi guidata dallo stesso colonnello Shimizu e attestata sulla collina di Hill 670, a poche miglia a nord-est di Kamiri; per tre giorni il 1º Battaglione del reggimento rastrellò i fianchi della collina, la cui cima fu trovata abbandonata il 16 luglio. Dopo aver evacuato Hill 670, la forza comandata da Shimizu riuscì a evadere il contatto con le pattuglie statunitensi fino al 23 luglio, quando si scontrò con unità del 2º Battaglione del 503rd Parachute Infantry nei pressi della laguna di Inasi; per le sue azioni negli scontri con i giapponesi a Inasi, il sergente Ray E. Eubanks del 503rd fu insignito postumo della Medal of Honor, massima onorificenza statunitense. Il contatto tra le due forze fu perduto nuovamente dal 25 luglio fino al 10 agosto, quando scontri proseguiti per una settimana presero vita intorno all'altura di Hill 380; a dispetto dei bombardamenti dell'artiglieria e dei velivoli degli Alleati, un piccolo gruppo di giapponesi riuscì a filtrare attraverso il cordone delle truppe statunitensi e a ritirarsi sulla costa vicino al villaggio di Pakriki. Scontri sporadici proseguirono fino alla fine del mese e solo il 31 agosto i combattimenti a Noemfoor cessarono del tutto.

## Conseguenze

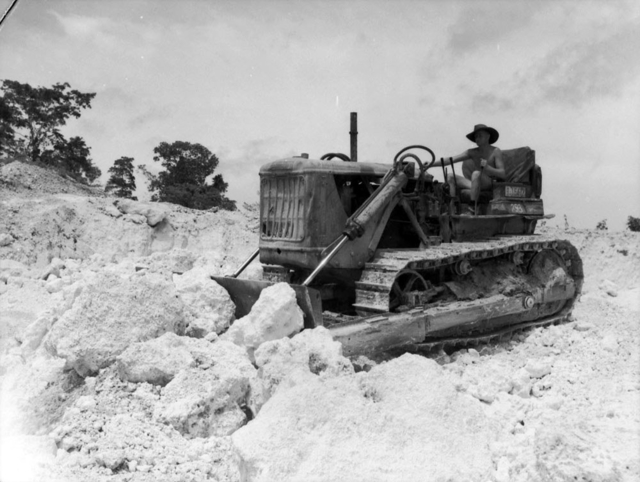
Un buldozer australiano al lavoro su Noemfoor nel 1944

Al 31 agosto 1944 la Cyclone Task Force annoverava la perdita di 66 uomini tra morti e dispersi e 343 feriti; alla stessa data furono presi prigionieri 186 militari giapponesi, mentre i caduti nei ranghi della guarnigione vennero stimati in circa 1 730 uomini. Secondo la storia ufficiale dell'US Army, solo 403 degli originari 3 000 lavoratori civili indonesiani portati su Noemfoor dai giapponesi erano ancora vivi al 31 agosto 1944: circa 10 o 15 di loro furono uccisi accidentalmente dalle truppe alleate, il resto era deceduto a causa del trattamento subito dai giapponesi prima dell'invasione.
Tra il contingente dei lavoratori ausiliari formosani si contarono almeno 300 morti prima ancora che l'invasione avesse avuto inizio; vari di loro combatterono poi contro le truppe alleate sbarcate, spesso sotto coercizione da parte dei giapponesi. Più di 550 ausiliari, per più della metà afflitti da malattie tropicali o carenza di cibo, si arresero agli Alleati; meno di 20 formosani sono riportati come uccisi in azione dalle truppe alleate. Secondo la storia ufficiale dell'US Army, i soldati alleati trovarono indizi secondo cui corpi di giapponesi, formosani e personale alleato erano stati parzialmente oggetto di atti di cannibalismo da parte di membri dell'affamata guarnigione dell'isola.
I lavori di riparazione e ampliamento delle piste di aviazione di Noemfoor iniziarono subito il 2 luglio 1944, a opera del personale di terra della RAAF e dei genieri statunitensi; già il 6 luglio una squadriglia di caccia Curtiss P-40 Warhawk della RAAF era operativa dall'aeroporto di Kamiri, dando supporto ravvicinato alle ultime operazioni di combattimento in corso sull'isola. La pista di Namber fu invece valutata come troppo approssimativa e mal progettata per essere efficacemente utilizzata dagli aerei alleati, e fu quindi abbandonata in favore di una espansione e miglioramento della base di Kornasoren; il 25 luglio un gruppo di caccia Lockheed P-38 Lightning dell'USAAF venne dislocato nella base. Entro il 2 settembre la base di Kornasoren era stata dotata di due piste parallele lunghe 2 100 metri, che i bombardieri Consolidated B-24 Liberator dell'USAAF potevano impiegare per attaccare le installazioni petrolifere giapponesi di Balikpapan nel Borneo. Gli aerei di base a Noemfoor giocarono anche un ruolo importante nell'appoggio ai reparti alleati nelle successive battaglie di Sansapor e Morotai.